# Ambush Bug
Ambush Bug este un personaj fictiv care a apărut în numeroase reviste de benzi desenate publicate de către DC Comics. Numele său real este Irwin Schwab.